# Le Crépuscule des nymphes de glace
Pour plus de détails, voir Fiche technique et Distribution.
Le Crépuscule des nymphes de glace (Twilight of the Ice Nymphs) est un film canadien réalisé par Guy Maddin, sorti en 1997. Le scénario de George Toles est inspiré du roman Pan de Knut Hamsun.

## Fiche technique
- Titre original : Twilight of the Ice Nymphs
- Titre français : Le Crepuscule des nymphes de glacel
- Réalisation : Guy Maddin
- Scénario : George Toles
- Pays d'origine : Canada
- Format : Couleurs - 35 mm - Stéréo
- Genre : fantastique, romance
- Durée : 91 minutes
- Date de sortie : 1997

## Distribution
- Pascale Bussières : Juliana Kossel
- Shelley Duvall : Amelia Glahn
- Frank Gorshin : Cain Ball
- Alice Krige : Zephyr Eccles
- R.H. Thomson : docteur Issac Solti
- Ross McMillan : Matthew Eccles / la voix de Peter Glahn
- Frank Kowalski : homme en noir
- Breanne Dowhan : bébé